# Liga Polonesa de Basquetebol
| 1º Nível |  | PLK     |
| 2º Nível |  | I Liga  |
| 3º Nível |  | II Liga |
| 4º Nível |  | II Liga |

A Liga Polonesa de Basquetebol (em polonês/polaco:  Polska Liga Koszykówki (PLK)) é a principal competição entre clubes profissionais da Polónia. O clube campeão é coroado o Campeão Polonês da temporada. Foi iniciada na temporada de 1947-48, com a denominação de I Liga, porém já existiam torneios nacionais desde 1928, sendo originalmente organizada pela Associação Polonesa de Basquetebol. A liga passou para o atual formato na temporada de 1997–98, depois que a Polska Liga Koszykówki SA (PLK SA) assumiu o controle da organização da competição. Na temporada de 2000–01 a liga passou a ser reconhecida como profissional.
A PLK é disputada em consonância com as regras da FIBA por 16 equipes profissionais de toda a Polônia. O maior campeão histórico é o Śląsk Wrocław com 18 conquistas.

## Nomes da competição
- 1997 – 1999: Polska Liga Koszykówki (PLK)
- 1999 – 2001: Lech Basket Liga (LBL)
- 2001 – 2003: Polska Liga Koszykówki (PLK)
- 2003 – 2005: Era Basket Liga (EBL)
- 2005 – 2006: Dominet Basket Liga (DBL)
- 2006 – 2008: Dominet Bank Ekstraliga (DBE)
- 2008 – 2010: Polska Liga Koszykówki (PLK)
- 2010 – 2016: Tauron Basket Liga (TBL)
- 2016 – 2018: Polska Liga Koszykówki (PLK)
- 2018 -  presente: Energa Basket Liga (EBL)

## Participantes
|         | Clube                                   | Localização         | Arena                                | Capacidade |
| ------- | --------------------------------------- | ------------------- | ------------------------------------ | ---------- |
|         | AMW Arka Gdynia                         | Gdynia              | Gdynia Arena                         | 5 500      |
|         | Anwil Włocławek                         | Włocławek           | Hala Mistrzów                        | 4 200      |
|         | Arriva Polski Cukier Toruń              | Toruń               | Arena Toruń                          | 6 248      |
|         | Dziki Warszawa                          | Varsóvia            | Hala Koło                            | 1 280      |
|         | Energa Icon Czarni Słupsk               | Słupsk              | Hala Gryfia                          | 2 500      |
|         | Górnik Zamek Książ Wałbrzych            | Wałbrzych           | Hala Widowiskowo-Sportowa Aqua Zdrój | 2 000      |
|         | King Szczecin                           | Szczecin            | Netto Arena                          | 7 403      |
|         | Legia Warszawa                          | Varsóvia            | OSiR Bemowo                          | 1 000      |
| Aumento | Miasto Szkła Krosno                     | Krosno              | MOSiR Arena                          | 1 380      |
|         | MKS Dąbrowa Górnicza                    | Dąbrowa Górnicza    | HWS Centrum im.Z.Cybulskiego         | 2 944      |
|         | PGE Start Lublin                        | Lublin              | MOSiR Globus                         | 5 000      |
|         | Tasomix Rosiek Stal Ostrów Wielkopolski | Ostrów Wielkopolski | Hala Sportowa Stal                   | 1 200      |
|         | Tauron GTK Gliwice                      | Gliwice             | Arena Gliwice                        | 13 752     |
|         | Trefl Sopot                             | Sopot               | Ergo Arena                           | 15 000     |
|         | WKS Śląsk Wrocław                       | Breslávia           | Hala Orbita                          | 3 000      |
|         | Orlen Zastal Zielona Góra               | Zielona Góra        | CRS Hall Zielona Góra                | 6 080      |

Fonte: plk.pl>Drużyny>WYBIERZ SEZON>2024/2025

## Quadro de Medalhas
| Temporada | Campeão                                       | Placar                                        | Finalista                                     | Medalha de Bronze                             |
| --------- | --------------------------------------------- | --------------------------------------------- | --------------------------------------------- | --------------------------------------------- |
| 1997–98   | Zepter Śląsk Wrocław                          | 4–3                                           | PEKAES Pruszków                               | Ericsson Bobry Bytom                          |
| 1998–99   | Zepter Śląsk Wrocław                          | 4–3                                           | Anwil Włocławek                               | Ericsson Bobry Bytom                          |
| 1999–00   | Zepter Śląsk Wrocław                          | 4–1                                           | Anwil Włocławek                               | Hoop-Pekaes Pruszków                          |
| 2000–01   | Zepter Śląsk Wrocław                          | 4–1                                           | Anwil Włocławek                               | Prokom Trefl Sopot                            |
| 2001–02   | Idea Śląsk Wrocław                            | 4–1                                           | Prokom Trefl Sopot                            | Stal Ostrów Wielkopolski                      |
| 2002–03   | Anwil Włocławek                               | 4–2                                           | Prokom Trefl Sopot                            | Idea Śląsk Wrocław                            |
| 2003–04   | Prokom Trefl Sopot                            | 4–1                                           | Idea Śląsk Wrocław                            | Polonia Warszawa                              |
| 2004–05   | Prokom Trefl Sopot                            | 4–2                                           | Anwil Włocławek                               | Polonia Warszawa                              |
| 2005–06   | Prokom Trefl Sopot                            | 4–1                                           | Anwil Włocławek                               | Energa Czarni Słupsk                          |
| 2006–07   | Prokom Trefl Sopot                            | 4–1                                           | BOT Turów Zgorzelec                           | ASCO Śląsk Wrocław                            |
| 2007–08   | Prokom Trefl Sopot                            | 4–3                                           | PGE Turów Zgorzelec                           | ASCO Śląsk Wrocław                            |
| 2008–09   | Asseco Prokom Sopot                           | 4–1                                           | PGE Turów Zgorzelec                           | Anwil Włocławek                               |
| 2009–10   | Asseco Prokom Gdynia                          | 4–0                                           | Anwil Włocławek                               | Polpharma Starogard Gdański                   |
| 2010–11   | Asseco Prokom Gdynia                          | 4–3                                           | PGE Turów Zgorzelec                           | Energa Czarni Słupsk                          |
| 2011–12   | Asseco Prokom Gdynia                          | 4–3                                           | Trefl Sopot                                   | Zastal Zielona Góra                           |
| 2012–13   | Stelmet Zielona Góra                          | 4–0                                           | PGE Turów Zgorzelec                           | AZS Koszalin                                  |
| 2013–14   | PGE Turów Zgorzelec                           | 4–2                                           | Stelmet Zielona Góra                          | Trefl Sopot                                   |
| 2014–15   | Stelmet Zielona Góra                          | 4–2                                           | PGE Turów Zgorzelec                           | Energa Czarni Słupsk                          |
| 2015–16   | Stelmet Zielona Góra                          | 4–0                                           | Rosa Radom                                    | Energa Czarni Słupsk                          |
| 2016–17   | Stelmet Zielona Góra                          | 4–1                                           | Polski Cukier Toruń                           | Stal Ostrów Wielkopolski                      |
| 2017–18   | Anwil Włocławek                               | 3–2                                           | Stal Ostrów Wielkopolski                      | Stelmet Zielona Góra                          |
| 2018-19   | Anwil Włocławek                               | 4-3                                           | Polski Cukier Toruń                           | Arka Gdynia                                   |
| 2019-20   | Interrompida em razão da Pandemia de Covid 19 | Interrompida em razão da Pandemia de Covid 19 | Interrompida em razão da Pandemia de Covid 19 | Interrompida em razão da Pandemia de Covid 19 |
| 2020-21   | Stal Ostrów Wielkopolski                      | 4-2                                           | Zastal Enea Zielona Góra                      | WKS Śląsk Wrocław                             |
| 2021-22   | WKS Śląsk Wrocław                             | 4 - 1                                         | Légia Varsóvia                                | Anwil Włocławek                               |
| 2022-23   | King Szczecin                                 | 4 - 2                                         | WKS Śląsk Wrocław                             | Stal Ostrów Wielkopolski                      |
| 2023-24   | Trefl Sopot                                   | 4 - 3                                         | King Szczecin                                 | WKS Śląsk Wrocław                             |
| 2024-25   | Legia Waszawa                                 | 4 - 3                                         | PGE Start Lublin                              | Anwil Włocławek                               |
| 2025-26   |                                               | -                                             |                                               |                                               |

## Lista dos campeões poloneses
- 1928: Czarna Trzynastka Poznań
- 1929: Cracovia
- 1930: AZS Poznań
- 1931: AZS Poznań
- 1932: AZS Poznań
- 1933: YMCA Kraków
- 1934: YMCA Kraków
- 1935: KPW Poznań
- 1936: Not played due to the 1936 Summer Olympics.
- 1937: AZS Poznań
- 1938: Cracovia
- 1939: KPW Poznań
- 1940: Not played due to World War II.
- 1941: Not played due to World War II.
- 1942: Not played due to World War II.
- 1943: Not played due to World War II.
- 1944: Not played due to World War II.
- 1945: Not played due to World War II.
- 1946: KKS Poznań
- 1947: AZS Warszawa
- 1948: YMCA Łódź
- 1949: ZZK Poznań
- 1950: Spójnia Łódź
- 1951: Kolejarz Poznań
- 1952: Spójnia Łódź
- 1953: Włókniarz Łódź
- 1954: Gwardia Kraków
- 1955: Kolejarz Poznań
- 1956: CWKS Warszawa
- 1957: Legia Warszawa
- 1958: Lech Poznań
- 1959: Polonia Warszawa
- 1960: Legia Warszawa
- 1961: Legia Warszawa
- 1962: Wisła Kraków
- 1963: Legia Warszawa
- 1964: Wisła Kraków
- 1965: Śląsk Wrocław
- 1966: Legia Warszawa
- 1967: AZS Warszawa
- 1968: Wisła Kraków
- 1969: Legia Warszawa
- 1970: Śląsk Wrocław
- 1971: Wybrzeże Gdańsk
- 1972: Wybrzeże Gdańsk
- 1973: Wybrzeże Gdańsk
- 1974: Wisła Kraków
- 1975: Resovia Rzeszów
- 1976: Wisła Kraków
- 1977: Śląsk Wrocław
- 1978: Wybrzeże Gdańsk
- 1979: Śląsk Wrocław
- 1980: Śląsk Wrocław
- 1981: Śląsk Wrocław
- 1982: Górnik Wałbrzych
- 1983: Lech Poznań
- 1984: Lech Poznań
- 1985: Zagłębie Sosnowiec
- 1986: Zagłębie Sosnowiec
- 1987: Śląsk Wrocław
- 1988: Górnik Wałbrzych
- 1989: Lech Poznań
- 1990: Lech Poznań
- 1991: Śląsk Wrocław
- 1992: PCS Śląsk Wrocław
- 1993: PCS Śląsk Wrocław
- 1994: Śląsk Wrocław
- 1995: Mazowszanka Pruszków
- 1996: Śląsk Eska Wrocław
- 1997: Mazowszanka PEKAES Pruszków
- 1998: Zepter Śląsk Wrocław
- 1999: Zepter Śląsk Wrocław
- 2000: Zepter Śląsk Wrocław
- 2001: Zepter Śląsk Wrocław
- 2002: Idea Śląsk Wrocław
- 2003: Anwil Włocławek
- 2004: Prokom Trefl Sopot
- 2005: Prokom Trefl Sopot
- 2006: Prokom Trefl Sopot
- 2007: Prokom Trefl Sopot
- 2008: Prokom Trefl Sopot
- 2009: Asseco Prokom Sopot
- 2010: Asseco Prokom Gdynia
- 2011: Asseco Prokom Gdynia
- 2012: Asseco Prokom Gdynia
- 2013: Stelmet Zielona Góra
- 2014: PGE Turów Zgorzelec
- 2015: Stelmet Zielona Góra
- 2016: Stelmet Zielona Góra
- 2017: Stelmet Zielona Góra

## Artigos relacionados
- Seleção Polaca de Basquetebol
- Copa Europeia da FIBA
- Liga dos Campeões da FIBA

## Ligações Externas
- Página da PLK no eurobasket.com
- Liga Polonesa de Basquetebol no Facebook
- Liga Polonesa de Basquetebol no X